# Dactylispa quinquespinosa
Dactylispa quinquespinosa es una especie de insecto coleóptero de la familia Chrysomelidae.
Fue descrita científicamente en 1982 por Tan.